# Escombro

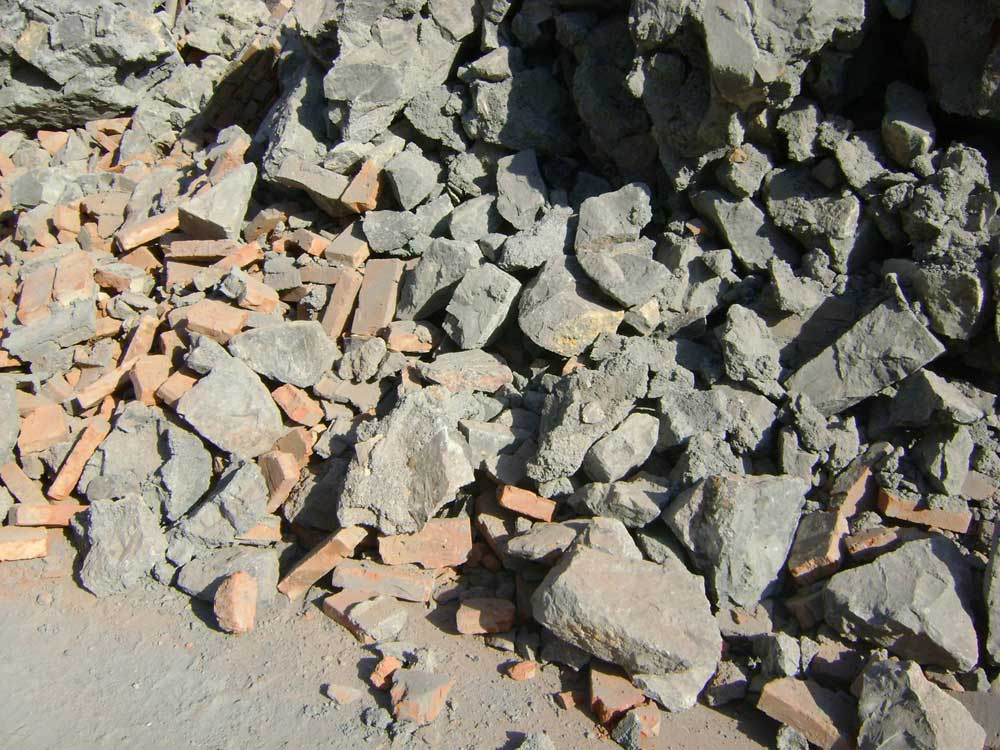
Escombros.

Se denomina escombro al fragmento o resto de material que proviene del desecho de la construcción, remodelación o demolición de estructuras.

## Tipos de escombro
Existen dos tipos de escombros:
- los residuos (fragmentos) de elementos prefabricados, como materiales de cerámica, bloques de cemento, demoliciones localizadas, etc.

- los residuos (restos) de materiales elaborados en la obra, como hormigón y argamasas, que contienen cemento, cal, arena y piedra.

Los escombros de construcción se componen de restos y fragmentos de materiales, mientras los de demolición están formados prácticamente solo por fragmentos, teniendo por eso mayor potencial cualitativo comparativamente con los escombros de construcción.

## Ventajas del reciclaje de los escombros
- El reciclaje de los escombros urbanos puede representar ventajas socioeconómicas, si va acompañado por una serie de medidas, como la reducción o eliminación de descargas ilegales, pues la limpieza de estas áreas tiene costos importantes.

- Se estima que las actividades finales (selección y trituración) de reciclaje de escombro, por ejemplo en Brasil, giran en torno a los US$ 2,50/m³ , mientras que el costo para una arena común es de US$ 6,50/m³ (solamente extracción, sin transporte para la obra).

- Un relleno de inertes para los escombros alivia los vertederos tradicionales y permite gestionar adecuadamente el reaprovechamiento de los escombros, como material reciclado o no.

- Existen ventajas importantes de carácter ecológico, puesto que los escombros reciclados sustituyen a los agregados tradicionales provenientes de reservas naturales que muchas veces, son devastadas en la actividad de extracción.

## Máquina trituradora de escombros

Esquema del principio de funcionamiento de la trituradora de mandíbula.

### Trituradora fija
- Trituración primaria: trituradora de mandíbulas
- Trituración secundaria: trituradora de impacto
- Trituración terciaria: trituradora  de cono[1]

### Trituradoras móviles
- Trituración primaria: trituradora móvil de mandíbulas
- Trituración secundaria: trituradora móvil de impacto
- Trituración terciaria: trituradora móvil de cono

## Tecnología de reciclaje de escombros de formats
Los materiales encontrados predominantemente en los escombros, que son reciclables para la producción de agregados, pertenecen a dos grupos:
- materiales compuestos de cemento, cal, arena y piedra: hormigón, argamasas, bloques de concreto;
- materiales cerámicos: tejas, tubos, ladrillos, baldosas.[2]

Los residuos pueden ser reciclados en instalaciones extremadamente simples o complejas. En instalaciones con alta mecanización, se puede alcanzar costos mucho menores que los establecidos para los agregados convencionales. De todos modos, se debe tener siempre un control riguroso de la composición y el procesamiento del material para obtener productos de buena calidad. Para el reciclaje de escombros urbanos de pequeñas comunidades (barrios y ciudades menores), es posible usar equipos apropiados para el reciclaje en el propio lugar de la construcción o demolición.

### Programa de reciclaje de escombros
- planta estacionaria de reciclaje de escombros
- planta móvil de reciclaje de escombros